# Tarquinia Tarquini

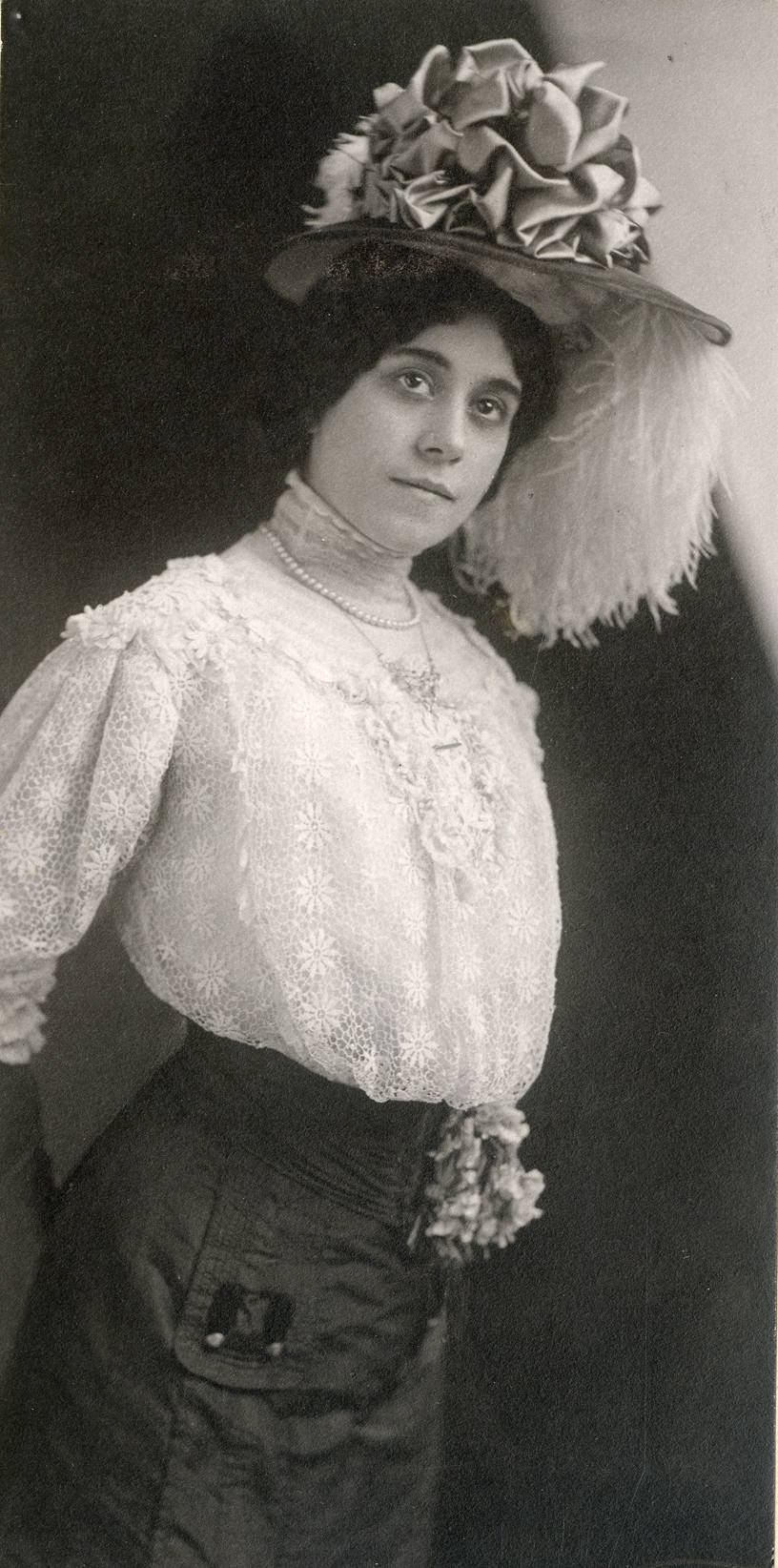
La Tarquini nel 1907

Tarquinia Tarquini (Colle di Val d'Elsa, 1882 – Milano, 25 febbraio 1976) è stata un soprano italiano e moglie del compositore Riccardo Zandonai.

## Biografia

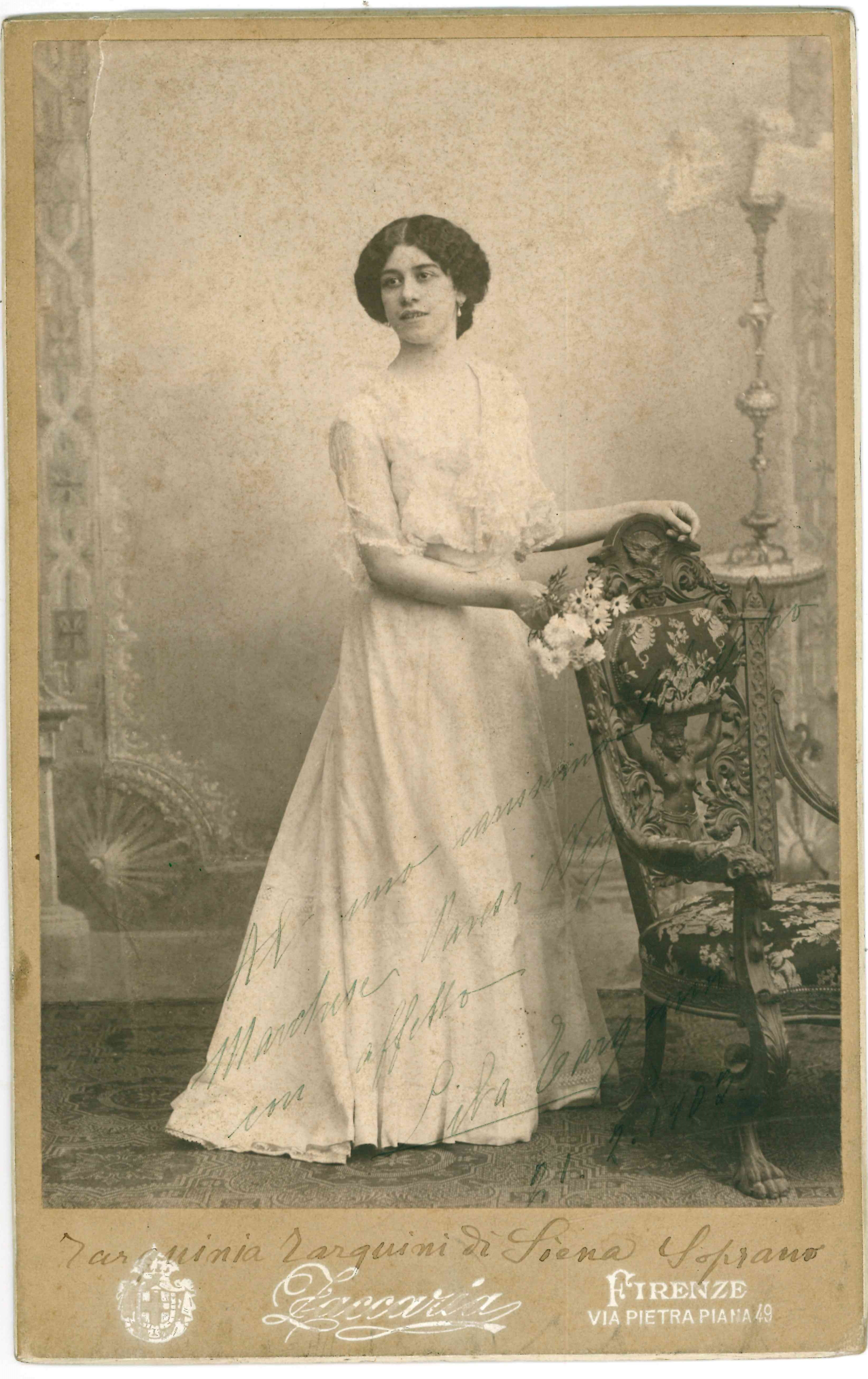
Tarquinia Tarquini

Nata a Colle di Val d'Elsa, la Tarquini studiò canto al Conservatorio di Milano e privatamente a Firenze col marchese Corrado Pavesi Negri. Debuttò sul palcoscenico nel 1905 e trascorse i successivi due anni esibendosi in teatri lirici in tutta Italia. 
Nel 1907 fu chiamata negli Stati Uniti dall'Impresario teatrale Henry Russell per far parte della sua San Carlo Opera Company con sede a Boston. Debuttò con la compagnia a Boston nel ruolo di Santuzza in Cavalleria rusticana e poi intraprese una tournée in Nord America con la compagnia. Nello stesso anno cantò nella prima statunitense di Adriana Lecouvreur al Teatro dell'Opera francese di New Orleans. 
Tra il 1908 e il 1911 si esibì in Austria, Egitto, Italia e Portogallo. Tra i ruoli che cantò c'erano Cio-Cio San in Madama Butterfly, Maddalena di Coigny in Andrea Chénier, Mimì ne La bohème e il ruolo di protagonista in Manon di Jules Massenet. Riscosse particolare successo per la sua interpretazione del ruolo di protagonista in Salome Richard Strauss, ed essendo una brava ballerina, fu una delle prime cantanti liriche ad eseguire la Danza dei sette veli, una mossa che scioccò alcuni critici conservatori. 
Il 14 ottobre 1911 interpretò il ruolo principale nella prima mondiale della Conchita di Zandonai al Teatro Dal Verme di Milano. La sua esibizione fu un successo trionfante e continuò a cantare il ruolo più volte, anche alla Royal Opera di Londra (1912). Nel 1912 arrivò al Cort Theatre di San Francisco grazie all'interessamento di Ettore Patrizi e proseguì la carriera americana all'Auditorium Philharmonic di Hollywood (1912), all'Heilig Theatre di Portland in Oregon (1912), alla Metropolitan Opera House di Filadelfia (1912), con la Chicago Grand Opera Company (1913), la Metropolitan Opera di New York (1913) e Teatro di San Carlo a Napoli (1913). Fu definita "Conchita vivente" e fu evidenziato che "la musica di Riccardo Zandonai esigeva una non comune resistenza vocale e una scuola perfetta. Tarquinia Tarquini ci diede l'una cosa e l'altra con tale giustezza di misura, con tanta efficacia di particolari, da giustificare pienamente l'ammirazione del pubblico e l'unanime coro di lodi della critica".   
La Tarquini cantò fino al suo ritiro dal palcoscenico nel 1917 dopo il suo matrimonio in quell'anno con Zandonai. Ebbe un importante successo al Covent Garden in Carmen di Bizet nel 1912, che, oltre alla Conchita di Zandonai, era il suo ruolo più eseguito. Dopo il suo matrimonio, visse la maggior parte della sua vita con suo marito a Milano, dove morì all'età di 93 anni. La voce della Tarquini non fu mai registrata.